# Maciej Zieliński (Komponist)

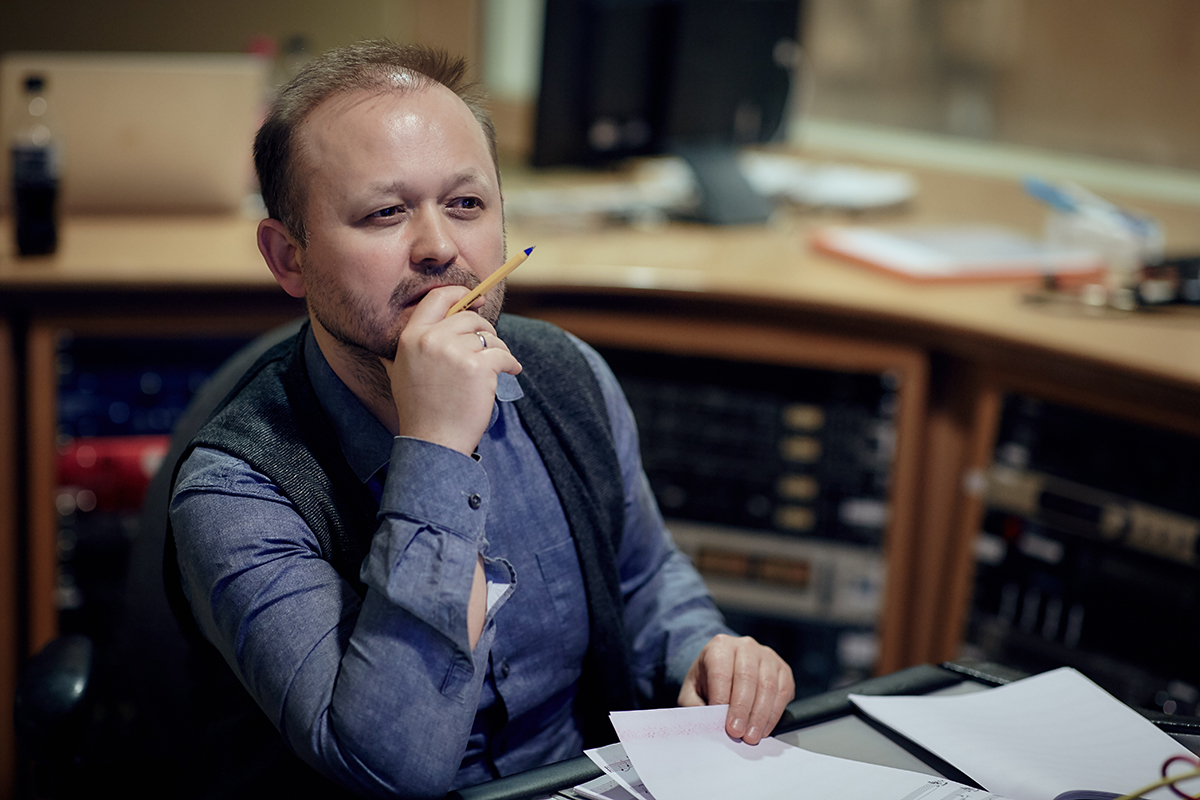
Maciej Zieliński, 2018

Maciej Zieliński (* 29. März 1971 in Warschau) ist ein polnischer Komponist.
Zieliński studierte bis 1996 Komposition bei Marian Borkowski an der Musikakademie Warschau und absolvierte danach ein Aufbaustudium bei Paul Patterson an der Londoner Royal Academy of Music. Daneben besuchte er Kompositionskurse von Louis Andriessen, Osvaldas Balakauskas, Martin Bresnick, Michael Finessy, Peter Michael Hammel, Zygmunt Krauze, Hanna Kulenty, Claude Lefebvre, Daryl Runswick, Witold Szalonek und Jōji Yuasa.
Seine Kompositionen wurden bei zahlreichen polnischen und internationalen Festivals aufgeführt, darunter dem Warschauer Herbst (1994, 1995, 1998, 2004), dem Internationalen Chorfestival Jihlava 96, dem Europäischen Jugend-Musikfestival Kopenhagen (1996), dem Park Lane Festival in London (1999), dem Festival AudioArt in Warschau (1999) und den Warschauer Musikalischen Treffen (1999, 2000, 2004, 2005, 2008). Mehrere seiner Werke wurden im Rundfunk ausgestrahlt bzw. auf CD veröffentlicht.
Neben kammermusikalischen und Orchesterwerken, elektroakustischer und Vokalmusik komponierte Zieliński zahlreiche Filmmusiken und auch Pop-Musik. Seine Werke wurden mit zahlreichen Preisen ausgezeichnet, darunter dem Zweiten Kritikerpreis beim Forum junger Komponisten in Krakau (1994), dem Zweiten Preis beim Internationalen Wettbewerb für Synthesizer- und Computermusik in Deutschland (1995), dem Dritten Preis beim Kompositionswettbewerb Jihlava 96 in Prag, dem Josiah-Parker-Kompositionspreis und dem Alan-Bush-Kompositionspreis in Großbritannien (1999) und dem Hauptpreis des Wettbewerbs der Polnischen Gesellschaft für Neue Musik für Multimediaprojekte (1999). 1998 erhielt er einen British Council Fellowship Award. Seine Komposition Lutoslawski in memoriam für Oboe und Klavier (1998–1999) gehörte bis 2006 zum Prüfungsprogramm des Associated Board of Royal Schools of Music.

## Werke
- Miniatura für Streichquartett (1989)
- Wariacje für Klarinette solo (1991)
- Concertino für Klarinette und Klavier (1991)
- Miniatury für Kammerorchester (1992)
- Perchoir für gemischten Chor und Perkussion (1992–1993)
- Capriccio für Klarinette und Klavier (1993)
- Musica per archi A.D. 1993 (1993)
- Sonata na akordeon (1993)
- Alone in a Crowd... für Altsaxophon und Tonband (1994)
- Vox Humana für Perkussion und verstärktes Cello (1994)
- Kwartet smyczkowy nr 1 (1994)
- Capriccio für Geige solo (1995)
- Domine, quis habitabit für gemischten Chor a cappella (1995)
- Clouds für Tonband (1995)
- Koncert fortepianowy nr 1 (1995)
- Tractus na chór mieszany a cappella (1996)
- Three Phrases für Klarinette, Posaune, Klavier und Cello (1996)
- Shining für Streichorchester (1996)
- A. für Altsaxophon und Klavier (1996)
- Symfonia nr 1 für Orchester (1996)
- Filmmusik zu Gry uliczne von Krzysztof Krauze (1996)
- Abruzzo-Imaginary Landscape für Kammerorchester (1997)
- Filmmusik zu Niemcy von Zbigniew Kamiński (1997)
- Capriccio für Kammerensemble oder -orchester (1998)
- On First Looking into Chapman’s Homer für Frauenchor a cappella (1998)
- Lutosławski in memoriam für Oboe und Klavier (1998–1999)
- Kwintet dęty (1999)
- Vox Humana für Cello solo (1999)
- Oratio für Orgel (2000)
- Filmmusik zu Świąteczna przygoda von Dariusz Zawiślak (2000)
- Fallen Angel für Perkussion und Tonband (2003)
- Sololis für Klavier (2004)
- Trio for M.B. für Klarinette, Geige und Cello (2004)
- Filmmusik zu Nigdy w życiu! von Ryszard Zatorski (2004)
- Filmmusik zu Kryminalni von Marek Traskowski und Grzegorz Pacek (2004–2008)
- Filmmusik zu Miś Fantazy von Robert Turło (2005–2007)
- Shining II für Streichorchester (2006)
- Filmmusik zu Dublerzy von Denis Delić und Marcin Ziębiński (2006)
- Filmmusik zu Tylko mnie kochaj von Grażyna Szymańska und Adam Iwiński (2006)
- Filmmusik zu Dlaczego nie! von Ryszard Zatorski (2007)
- Filmmusik zu Barwy szczęścia von Natalia Koryncka-Gruz und Krzysztof Rogala (2007–2008)
- Filmmusik zu Nie kłam, kochanie von Piotr Wereśniak (2008)
- Filmmusik zu Jeszcze raz von Mariusz Malec (2008)
- Filmmusik zu Agentki von Piotr Wereśniak (2008)
- Filmmusik zu To nie tak jak myślisz, Kotku von Sławomir Kryński (2008)
- Concerto Inquieto für Klarinette und Orchester (2010)
- Barocode I für Geige, Bratsche und Streichorchester (2011)
- V Symphony (2012)
- Concello für Cello und Streichorchester (2013)
- Violincerto für Geige und Kammerorchester (2013)
- Filmmusik zu Fotograf von Waldemar Krzystek (2014)
- Sonore für Sinfonieorchester (2014)
- Filmmusik zu Initials SG (2019)